# Dirk Jan Jager
Dirk Jan Jager (Heiloo, 1965) is een Nederlands beeldend kunstenaar. Zijn werk omvat schilderkunst, fotografie en performance art. Tevens is hij curator van tentoonstellingen en bestuurslid van de Amsterdamse kunstenaarsverenigingen Arti et Amicitiae en Stichting Outline.
Zijn meest bekende werk is waarschijnlijk wel een serie schilderijen van sumoworstelaars.
Naast zijn solotentoonstellingen heeft Dirk Jan Jager ook aan een groot aantal groepsprojecten deelgenomen, waarvan hij er ook veel zelf organiseerde. De Inrichting (2003) bijvoorbeeld was een kunstproject in samenwerking met de Geestelijke Gezondheidszorg (GGZ) Noord-Holland-Noord, dat zich afspeelt in en rondom de gebouwen van Willibrord, een instituut voor psychiatrie in Heiloo. Dirk Jan Jager was curator van dit project en nam er ook zelf aan deel, door een isoleercel te behangen met schilderijen.
Dirk Jan Jager studeerde schilderkunst aan de Ateliers Arnhem (1994-1995) en de Amsterdamse Hogeschool voor de Kunsten (1984-1988). Hij woont en werkt in Amsterdam.